# Niels Vinding Dorph (konstnär)

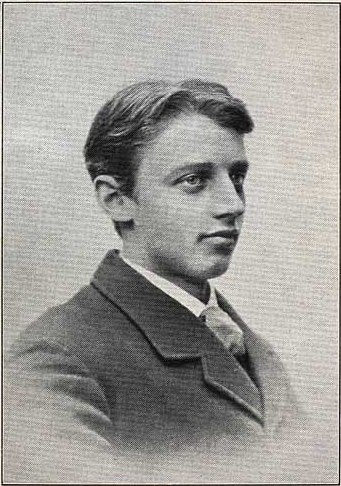
Niels Vinding Dorph

Niels Vinding Dorph, född 19 september 1862, död 21 september 1931, var en dansk konstnär, sonson till Niels Vinding Dorph.
Dorph utövade en livlig verksamhet som målare och som lärare för en egen konstskola tillsammans med sin hustru, Bertha Dorph. Han utförde även dekorativa uppdrag. Bland hans tavlor märks figurkompositioner som Badande flickor, Kain hör Guds röst, landskap samt en mängd porträtt.